# Internationale Telecommunicatie-unie
De Internationale Telecommunicatie-unie (Engels: International Telecommunication Union, afgekort ITU, in het Nederlands ook wel vertaald Internationale Unie voor Telecommunicatie of historisch ook wel Internationale Vereniging voor Verreberichtgeving) is een internationale organisatie die in 1865 werd opgericht om op het gebied van telegraafverbindingen internationale standaarden vast te stellen. Later werd dit uitgebreid naar radio en telecommunicatie. Tot 1934 was de naam van deze organisatie "International Telegraph Union".
De voornaamste taken zijn het standaardiseren, het toewijzen van het frequentiespectrum, en het vaststellen van de wijze waarop nationale telefoonnetwerken onderling moeten worden gekoppeld om internationaal telefoonverkeer mogelijk te maken.
Binnen de ITU zijn er drie sectoren, die ieder een deel van het werkpakket uitvoeren:
- ITU-T - Telecommunication Sector (vroeger CCITT)
- ITU-R - Radiocommunications Sector (vroeger CCIR)
- ITU-D - Development Sector

De ITU is, sinds 1947, een gespecialiseerde organisatie van de Verenigde Naties. De organisatie heeft de volgende taken:
- Techniek: meewerken aan de ontwikkeling en verbetering van de telecommunicatiesystemen;
- Ontwikkeling: ontwikkelingslanden technische steun verlenen op het vlak van telecommunicatie;
- Beleidsvorming: op internationaal niveau zoeken naar een bredere aanpak van telecommunicatieaangelegenheden. (Bron: ITU)